# 浜松国際ピアノアカデミー
浜松国際ピアノアカデミー（はままつこくさいピアノアカデミー）は、静岡県浜松市のアクトシティ浜松を会場として1年に1度開催されるピアノアカデミー。浜松市、浜松市教育委員会および公益財団法人浜松市文化振興財団が主催し、公益財団法人ジェスク音楽文化振興会が企画・構成する。

## 概要
第1回は1996年に開催された。かつてアカデミーでは、音楽総監督を務めていた中村紘子のもとでレッスンが行われ、最後にコンクールが行われていた。第15回（2011年）は東日本大震災のため会期途中に中止された。2016年に中村紘子が逝去したため、第21回（2017年）をもって終了していたが、2020年に小川典子を音楽監督に迎え再開されることになった。しかし、新型コロナウイルス感染症拡大防止の観点から2020年は中止となり、2021年に再開される運びとなった。なお、2021年はコンクールは開催されなかった。以後毎年開催されている。
2024年を最後に事業終了となった。

## 優勝者
かつてアカデミーの最後に行われていたコンクールでの優勝者の一覧である。
- 第1回（1996年） - 塚本聖子
- 第2回（1997年） - 石井克典
- 第3回（1998年） - 清塚信也と小菅優
- 第4回（1999年） - イェン・チュ・チェ（中国語版）
- 第5回（2000年） - 上原彩子
- 第6回（2001年） - セルゲイ・サロフ（英語版）
- 第7回（2002年） - カ・リン・コリーン・リー（英語版）
- 第8回（2003年） - グレゴリー・ディターク
- 第9回（2004年） - イゴール・レヴィット
- 第10回（2005年） - ソン・ヨルム
- 第11回（2006年） - サーシャ・グルニュク
- 第12回（2007年） - ジ・チェン（英語版）
- 第13回（2008年） - アレクサンダー・セレデンコ
- 第14回（2009年） - チョ・ソンジン
- 第16回（2012年） - 牛田智大とベアトリーチェ・ラナ
- 第17回（2013年） - 加藤大樹
- 第18回（2014年） - マッケンジー・メレメド（フィンランド語版）
- 第19回（2015年） - 髙木竜馬
- 第20回（2016年） - 藤田真央
- 第21回（2017年） - 小井土文哉と進藤実優

## 講師
- 2022年 小川典子、石井克典、中野翔太
- 2023年 小川典子、石井克典、中野翔太
- 2024年 小川典子、石井克典、ジャン・チャクムル
- 2025年 なし[4]

## 受講生
2024年　髙林乙葉、長野歓、朴沙彩、飯塚梨央、国本奈々、公文美良、佐原冠、曽根果恋、津野絢音、下山理子、神原雅治、八木大輔、森永冬香、矢野滉士郎、鈴木愛美、上本壮真
2015年第19回　第1位 高木竜馬、第2位 石田成香、第3位 キム・チェウォン、第4位 クスィアゼク・クシシュトフ、第5位 太田糸音、竹元太、竹田理琴乃、竹原慧樹、谷口若菜、椿田和輝、山本悠流、青木佳那、土肥 慶、市橋茉莉、今飯田百那、石川奈々歩、鈴木宏英、鈴木宏英、黒岩航紀、水谷桃子、守 航平、永井希望